# فريدريك أوهلاندير
فريدريك أوهلاندير (بالسويدية: Fredrik Ohlander) مواليد 11 فبراير 1976 في السويد، هو لاعب كرة يد سويدي يلعب كحارس مرمى.

## المسيرة الاحترافية
لعب مع نادي برشلونة لكرة اليد في الدوري الإسباني من سنة 2002 إلى 2004، ثم انضم إلى نادي مندن لكرة اليد في الدوري الألماني في موسم 2004-2005، ثم لعب مع نادي جرانوليريس لكرة اليد في الدوري الإسباني من سنة 2008 إلى 2011، ثم انضم إلى نادي يستاد لكرة اليد في الدوري السويدي من سنة 2012 إلى 2014، ثم انضم إلى نادي برشلونة لكرة اليد في الدوري الإسباني في سنة 2015.

## روابط خارجية
- فريدريك أوهلاندير على موقع الاتحاد الأوروبي لكرة اليد (الإنجليزية)